# Pierre Poilievre
Pierre Marcel Poilievre, född 3 juni 1979 i Calgary, Alberta, är en kanadensisk politiker och förre detta parlamentsledamot. Han är partiordförande för Kanadas konservativa parti och var landets oppositionsledare mellan 10 september 2022 och valet 2025, då han förlorade sin plats i parlamentet .